# آن لوي
آن لوي (بالإنجليزية: Ann Lowe)‏ سيدة أعمال ومصممة أزياء أمريكية، ولدت في 14 ديسمبر 1898 في كلايتون في الولايات المتحدة، وتوفيت في 25 فبراير 1981 في كوينز في الولايات المتحدة.